# Blade (игра)
Blade — компьютерная игра, основанная на комиксах издательства Marvel Comics об одноимённом персонаже и являющаяся приквелом фильма 1998 года. Версия для PlayStation была разработана Hammerhead в 2000 году; версия для Game Boy Color была разработана HAL Laboratory и Avit Inc.. Обе версии изданы Activision.

## Геймплей
Игрок берёт под управление Блэйдом, пробираясь через толпы различных врагов и локации, кишащие вампирами, чтобы победить главную угрозу вампиров. Игрок путешествует по складам, канализациям, музеям, городским улицам и ночным клубам, уничтожая множество типов врагов, начиная от фамильяров (людей, выполняющих приказы вампиров), вампиров, зомби, монстров, собак-убийц, оборотней и других ночных существ. У Блейда есть небольшой арсенал оружия, которым он может вооружиться благодаря Уистлеру. У Блейда есть меч, но также он может использовать в бою кулаки, а также различное огнестрельное оружие, включая пистолеты, дробовики и пистолеты-пулеметы. Каждое огнестрельное оружие имеет три разных типа боеприпасов: стандартные, взрывчатые и серебряные, каждый из которых по-своему влияет на разных врагов. В середине игры Блэйд может найти и вооружиться «мульти-пусковой установкой», которая может стрелять в вампиров разными предметами, например, серебряными глефами и УФ гранатами.

## Оценки
| Сводный рейтинг    | Сводный рейтинг | Сводный рейтинг |
| Издание            | Оценка          | Оценка          |
| Издание            | GBC             | PS              |
| ------------------ | --------------- | --------------- |
| GameRankings       | 72%             | 48,13 %         |
| Metacritic         | N/A             | 51/100          |
| Иноязычные издания |                 |                 |
| Издание            | Оценка          | Оценка          |
| Издание            | GBC             | PS              |
| AllGame            | [ 5 ]           | [ 6 ]           |
| EGM                | N/A             | 4.67/10         |
| Game Informer      | N/A             | 4/10            |
| GamePro            | N/A             | [ 9 ]           |
| GameRevolution     | N/A             | D+              |
| GameSpot           | N/A             | 4.6/10          |
| IGN                | 7/10            | 3.5/10          |
| Next Generation    | N/A             | [ 14 ]          |
| Nintendo Power     | 7.2/10          | N/A             |
| OPM                | N/A             | [ 16 ]          |

Версия для PlayStation получила «смешанные» отзывы в соответствии с сайтом Metacritic. Дэвид Смит из «IGN» написал об игре: «Слишком мало, слишком поздно. Возможно, когда-то это была хорошая игра, но теперь уже нет». Сэмюэл Басс из журнала «NextGen» сказал: «Если сам фильм доступен на DVD за полцены, зачем тратить время на этот плохой побочный продукт?».
Версия для Game Boy получила больше положительных отзывов. Марк Никс из IGN назвал это «жестоким, интуитивным и кровавым действием на Game Boy Color, как вам это нравится».